# Jan van Geen
Jan van Geen (Den Haag, 12 februari 1923 – aldaar, 18 september 1980) was een Nederlands voetballer die als aanvallende middenvelder speelde.
Van Geen begon met voetballen bij de Nederlandse Arbeiders Sportbond. Nog voor de Tweede Wereldoorlog ging hij voor VV Cromvliet spelen.  In 1948 stapte hij over naar SVV Scheveningen. Hij speelde ook voor het Haags elftal en het Nederlands B-voetbalelftal. 
In 1950 werd Van Geen prof bij FC Nantes in Frankrijk, waar stadgenoten Gerrit Vreken en Toon Bauman ook speelden. In vijf seizoenen scoorde hij 96 doelpunten in 153 officiële wedstrijden bij de toenmalige tweededivisionist, waar hij ook opviel door zijn met een knotje in bedwang gehouden lange haren.  Hij speelde in 1953 in de watersnoodwedstrijd en in 1955 keerde hij terug naar Nederland waar inmiddels het profvoetbal ingevoerd was. Hij speelde tot 1960 voor Scheveningen Holland Sport waarmee hij in 1958 kampioen werd in de Eerste divisie B. Aansluitend speelde hij nog drie jaar voor de Haagse amateurclub VV ADS. Hij stopte met voetballen in 1959 vanwege een kuitbeenblessure en werd trainer bij ADS.